# 平岩米吉
1. 動物研究者の平岩米吉。本項で詳述。
2. 明治の将棋棋士七段・平岩米吉（1831年-1912年）。本項人物の父。連珠七段でもあり、また、「六代目平岩甚助」の名で豪商、亀戸村長としても知られた[1]。

平岩 米吉（ひらいわ よねきち、1897年〈明治30年〉12月4日 - 1986年〈昭和61年〉6月27日）は、東京生まれの在野の動物学者、作家。雑誌『動物文学』を主催。研究対象は、犬と狼、猫の生態、またそれらの歴史や彼らの飼い主である人間側の民俗史など。
長女の平岩由伎子は父親の後を継いで「平岩犬科生態研究所」「動物文学界」「純潔日本猫保存会」の代表を務めた。

## 経歴
1897年（明治30年）12月4日、東京府南葛飾郡亀戸村の江戸時代から続く裕福な竹問屋の六男として生まれる。平岩米吉は乳母が語る、曲亭馬琴『椿説弓張月』を好んでいたとされ、これが犬科動物研究への道を進む原点になったという指摘もある。10代から20代にかけては、連珠、短歌、登山に熱中。連珠では七段にまでのぼった。また、川端玉章に日本画を師事する他、動物学、心理学、国文学、仏教などを独学。1925年（大正14年）に妻の平岩佐與子と結婚し、1927年（昭和2年）には長女の平岩由伎子、1928年（昭和3年）に長男の平岩布士夫が誕生する。
1928年（昭和3年）、日本犬保存会の設立に参画。
1929年（昭和4年）、荏原郡婢衾（現在の自由が丘）の広い土地に移り、家の名前を「白日荘」と命名する。翌年には犬猫生態研究所を設立、イヌ科、ネコ科、ハイエナ科、ジャコウネコ科、クマ科などの多数の野生動物を自宅邸内で飼育し、その行動を研究した。狼を連れて銀座を散歩したエピソードが知られている。日本犬、日本猫の種の保存について尽力した。
1934年（昭和9年）、雑誌『動物文学』を創刊。雑誌では日本で初めてシートンの作品やザルテンの『小鹿物語（バンビ）』が紹介される。昭和9年には愛犬の死を継起にフィラリア撲滅のためのフィラリア研究会を設立。1936年（昭和11年）、動物文学会を発足。
1949年（昭和24年）に研究者と共に哺乳動物談話会を開始し、昭和20年代後半に日本哺乳動物学会が結成される。日本哺乳動物学会は1987年（昭和62年）に日本哺乳類研究会と合併して現在の日本哺乳類学会となった。
1986年（昭和61年）6月27日、死去。享年88。平岩佐與子と平岩由伎子は後年、入院中の米吉から強い希望があり、それまでの米吉との生活について随筆を出版する形で残している。

## 著書
- 『私の犬 動物文学随筆集』教材社、1942年
  - 『私の犬』築地書館、1991年、ISBN 4806723177
- 『動物とともに』平岩米吉編、筑摩書房、1956年
- 『犬の生態』同和春秋社〈観察と実験文庫〉、1956年
  - 『犬の生態』築地書館、1989年、ISBN 4806723045
- 『動物を愛した人びと』山本耀也絵、実業之日本社〈おはなし博物館〉、1965年
- 『犬を飼う知恵』池田書店、1972年
  - 『犬を飼う知恵』築地書館、1999年、ISBN 4806711713
- 『犬の行動と心理』池田書店、1976年
  - 『犬の行動と心理』築地書館、1991年、ISBN 4806723185
- 『狼 その生態と歴史』動物文学会、1981年
  - 『狼 その生態と歴史』築地書館、1992年、ISBN 480672338X
- 『犬の歌 平岩米吉歌集』動物文学会、1982年
- 『猫の歴史と奇話』動物文学会、1985年
  - 『猫の歴史と奇話』築地書館、1992年、ISBN 4806723398
- 『犬と狼』築地書館、1990年、ISBN 480672307X

## 論文
- 国立情報学研究所収録論文 国立情報学研究所

## 評伝
- 片野ゆか『愛犬王 平岩米吉伝』小学館、2006年4月、ISBN 978-4093897037

## 関連文献
- 『動物文学 復刻版』全10巻＋補巻・索引、築地書館、1994年
- 平岩由伎子『狼と生きて - 父・平岩米吉の思い出』築地書館、1998年、ISBN 4806722782